# Ordine di San Lazzaro e di Nostra Signora del Monte Carmelo
L'Ordine di San Lazzaro e di Nostra Signora del Monte Carmelo è stato un ordine cavalleresco costituito da Enrico IV di Francia.

## Origini
In seguito alla fine dei regni crociati e alla risultante inutilità di gran parte degli Ordini religiosi cavallereschi nati in Terrasanta, i Pontefici procedettero alla soppressione, o alla riconversione verso altri scopi, di gran parte di questi. Nel 1498 Papa Alessandro VI emanò una prima bolla di soppressione per i Cavalieri di San Lazzaro, disponendone la riunione con quello di San Giovanni. Questa disposizione rimase lettera morta soprattutto in Francia, dove l'Ordine possedeva ingenti proprietà e benefici feudali, a cui si aggiunsero contese fra il Priorato di Boigny in Francia e quello di Capua.

Stemma dell'Ordine di San Lazzaro

Una seconda bolla del 1572 decretò la definitiva soppressione dell'Ordine di San Lazzaro, ramo italiano con sede a Capua (l'altro ramo, quello francese proseguì il suo cammino sotto la protezione dei re di Francia) il cui magistero fu unito a quello dell'Ordine di San Maurizio ed assegnato al Duca di Savoia e suoi successori, assieme a tutti i beni e proprietà dell'Ordine del ramo italiano, dando così origine all'Ordine dei Santi Maurizio e Lazzaro.
Il re Enrico IV di Francia, dopo aver inizialmente dato l'exequatur alla bolla papale decise di appoggiare i cavalieri francesi di San Lazzaro che rifiutavano la bolla di scioglimento, che però con la loro opposizione violavano il proprio voto canonico di obbedienza. Enrico IV istituì nel 1604 l'Ordine di Nostra Signora del Monte Carmelo, a carattere religioso e monastico, tant'è che i membri professavano i voti canonici: ad esso furono ceduti tutti i beni dell'Ordine di San Lazzaro ed in esso confluirono i superstiti frati lazzaristi, e ciò avvenne con la formale approvazione della Santa Sede. In Francia, ma solo in Francia, la nuova istituzione fu conosciuta con il nome completo di Ordine Riunito di Nostra Signora del Monte Carmelo e di San Lazzaro di Gerusalemme. Le insegne usate erano una fusione della nuova croce del Carmelo con quella di San Lazzaro.
L'unione fu poi confermata da Francia Luigi XIV di Francia nel 1672, nel 1694, e nel 1698, da Luigi XV nel 1767, 1770 e 1772 e, durante la Restaurazione da Luigi XVIII.

## Le attività
Fin dalle origini quest'ordine si dimostrò attivo in svariate spedizioni navali: sulle navi dell'Ordine sventolavano il vessillo del Re e quello con la croce verde di San Lazzaro. Dal 1612 al 1667 i suoi vascelli parteciparono a diverse battaglie: al fiume Niger, nel golfo di Guinea, e soprattutto contro i corsari inglesi, tantoché Luigi XIV affidò la carica di “Guardacoste di Bretagna” all'ammiraglio di Coudray, cavaliere lazzarita.
Nel dicembre 1667 l'Ordine fondò a Parigi un'Accademia di Marina e due anni dopo Luigi XIV con lettera patente del 28 dicembre istituì cinque nuovi Gran Priorati: Gran Priorato di Normandia, Gran Priorato di Bretagna, Gran Priorato di Bourgogne, Gran Priorato di Fiandra, Gran Priorato di Languedoc.
Nel 1773 divenne Gran Maestro il conte di Provenza Luigi Stanislao di Borbone-Francia, futuro Luigi XVIII di Francia che con decreto del 21 gennaio 1779 separò i due Ordini: l'Ordine di Nostra Signora del Monte Carmelo venne riservato ai soli allievi dell'Accademia Militare, i tre migliori della quale ogni anno sarebbero stati insigniti dell'Ordine di San Lazzaro.
Nel 1788 l'Accademia venne sospesa e scoppiata la Rivoluzione il governo abolì tutti gli ordini cavallereschi in Francia: espropriato dei suoi beni e perseguito l'ordine continuò la sua attività in esilio nominando nuovi cavalieri, guidato dal Gran Maestro, il Conte di Provenza.
Con la restaurazione della monarchia, l'Ordine di San Lazzaro riprese vita totalmente, continuando ad essere conferito a sovrani stranieri, fra cui lo zar Alessandro I di Russia.
Nel 1830 Luigi Filippo di Francia con decreto del 14 agosto statuì che solo l'Ordine della Legion d'Onore veniva mantenuto sotto la protezione Sovrana. La Casa Reale di Francia lasciò estinguere l'ordine non provvedendo a nuove nomine dopo il 1830: questi quindi, secondo la legge canonica, cessò di esistere un secolo dopo la morte dell'ultimo suo membro. Nessuna norma degli statuti dell'Ordine prevedeva la possibilità per i cavalieri di ammettere nuovi membri per cooptazione, ossia contro l'espresso volere del Gran Maestro.

## Tentativi di ripresa
All'inizi del Novecento questo ordine, assieme a l'Ordine di San Giorgio di Borgogna è oggetto di revival per riportarlo in vita, nonostante l'impossibilità di provare alcuna forma di continuità giuridica e storica con le omonime istituzioni pre-rivoluzionarie.
Nel 1920 viene depositata presso gli Uffici del Registro di Parigi gli statuti dell'Ordine sotto la nuova denominazione di “Ordine Militare ed Ospitaliero di San Lazzaro di Gerusalemme”: non è riconosciuto come ordine cavalleresco né in Francia (dove legalmente si chiama "Associazione dei Cavalieri di S. Lazzaro"), né in Spagna, né in Italia. Esso non è riconosciuto dalla Santa Sede, che lo considera un falso ordine cavalleresco e lo ha incluso nella lista degli ordini non riconosciuti, pubblicata dall'Osservatore Romano.
I tre rami principali dell'Ordine (ramo francese, ramo di Malta, ramo spagnolo) hanno i loro Gran Maestri. In Spagna rispetta la legislazione nazionale sulle associazioni (avendo ottenuto in quanto sodalizio benefico durante il periodo franchista la qualifica di interesse pubblico). Anche in Italia si è adeguato alla legislazione nazionale e, pertanto viene riconosciuto come associazione. Il 12 settembre 2004, nella Cattedrale di Orlèans Enrico d'Orléans, conte di Parigi e Capo della Casa Reale di Francia, ripristina la protezione della Casa Reale di Francia all'antico ordine, ramo francese. La Legion d'Onore Francese il 28 settembre 2007 ha concesso, pur non riconoscendolo, all'Ordine, ramo francese, di potersi fregiare della denominazione di Ordine Militare e Ospitaliero di San Lazzaro di Gerusalemme. L'attuale Grande Maestro del ramo francese è il conte Jan Dobrzenskỷ z Dobrzenicz.
| Nastri       | Nastri                    | Nastri                        | Nastri                       | Nastri               | Nastri                   | Nastri                  |
| ------------ | ------------------------- | ----------------------------- | ---------------------------- | -------------------- | ------------------------ | ----------------------- |
| Commendatore | Gran croce d'onore in oro | Gran croce d'onore in argento | Gran croce d'onore in bronzo | Croce d'onore in oro | Croce d'onore in argento | Croce d'onore in bronzo |

## Gran Maestri dell'ordine (in Francia)
- Philibert de Nérestang, marchese di Nérestang (1604-1620), già gran maestro dell'Ordine di San Lazzaro e dal 1608 gran maestro degli ordini riuniti di San Lazzaro e di Nostra Signora del Monte Carmelo
- Claude de Nérestang, marchese di Nérestang (1620-1639)
- Charles de Nérestang, marchese di Nérestang (1639-1644)
- Charles-Achille Nérestang, marchese di Nérestang (1645-1673)
  - Michel Le Tellier, marchese di Louvois (1673-1691), vicario generale di gran maestro
- Philippe de Courcillon, marchese di Dangeau (1693-1720).
- Luigi di Borbone-Orléans, duca di Chartres, poi duca d'Orléans (1720-1752).
- Luigi di Borbone-Francia, duca di Berry (1757-1773), lasciò il gran magistero quando divenne Delfino di Francia; futuro re Luigi XVI di Francia.
- Luigi di Borbone-Francia, conte di Provenza (1773-1814), futuro re Luigi XVIII di Francia.